# Cantril
Cantril är en ort i Van Buren County i Iowa. Vid 2010 års folkräkning hade Cantril 222 invånare.